# Grymov
Grymov (německy Grimstal) je obec ležící v okrese Přerov. Žije zde 162 obyvatel.

## Historie
Obec byla založena v roce 1787 rozparcelováním bývalého radslavského dvora.
Osídlení této lokality však dokládá už Josefovské mapování z let 1764–1768 na listu M053a textem Hlosky Hoff (Hložský dvůr). Ten nepochybně souvisí s pozdějším názvem dnes zaniklého mlýna na samotě Hloží.[zdroj⁠?!]
Dne 25. dubna 2018 bylo schváleno usnesením výboru pro vědu, vzdělání, kulturu, mládež a tělovýchovu udělení znaku a vlajky obce.

## Pamětihodnosti
- Kaple sv. Jana Křtitele datovaná v průčelí 1840
- Hraniční kámen

## Galerie

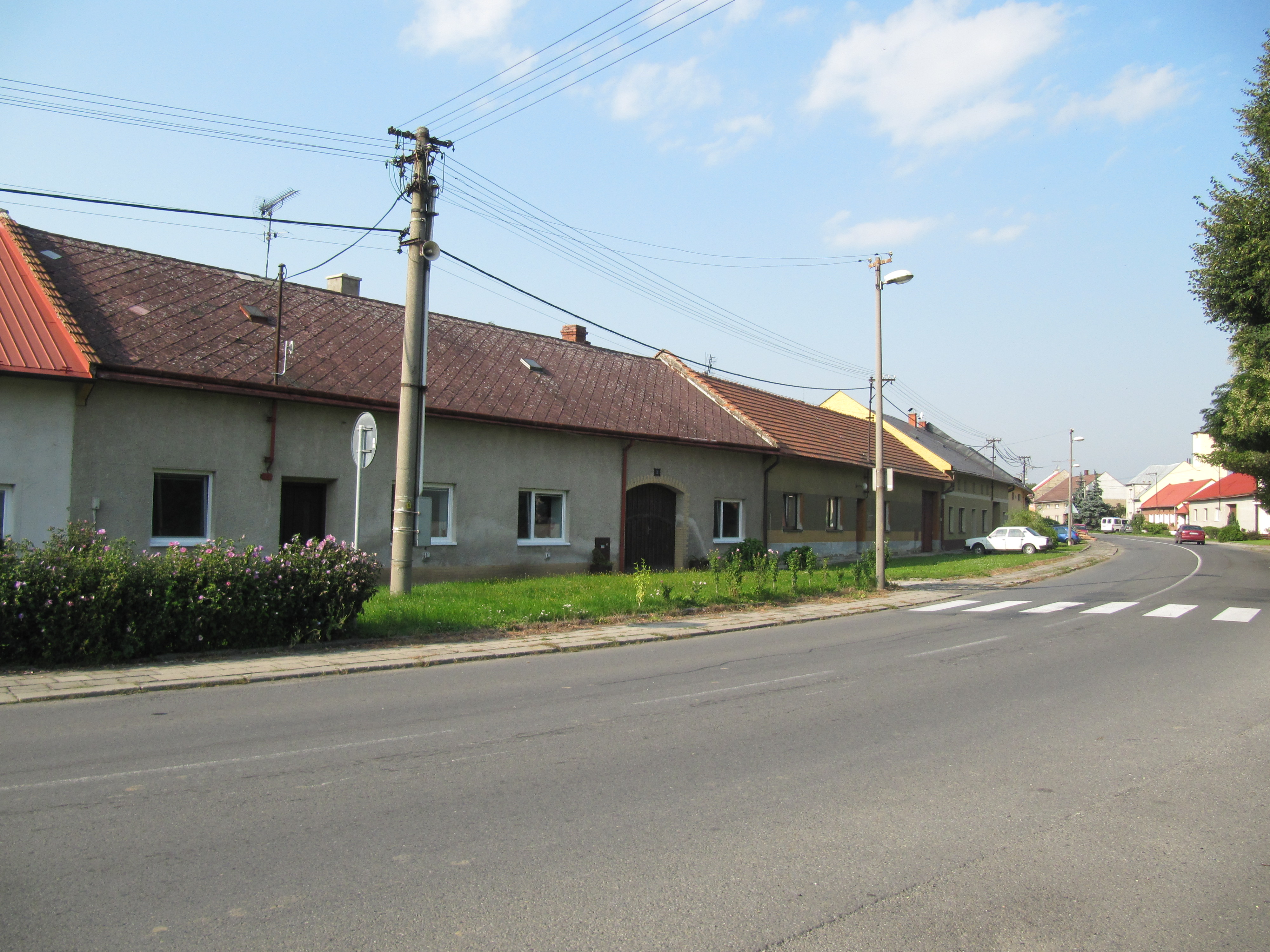
Ulice
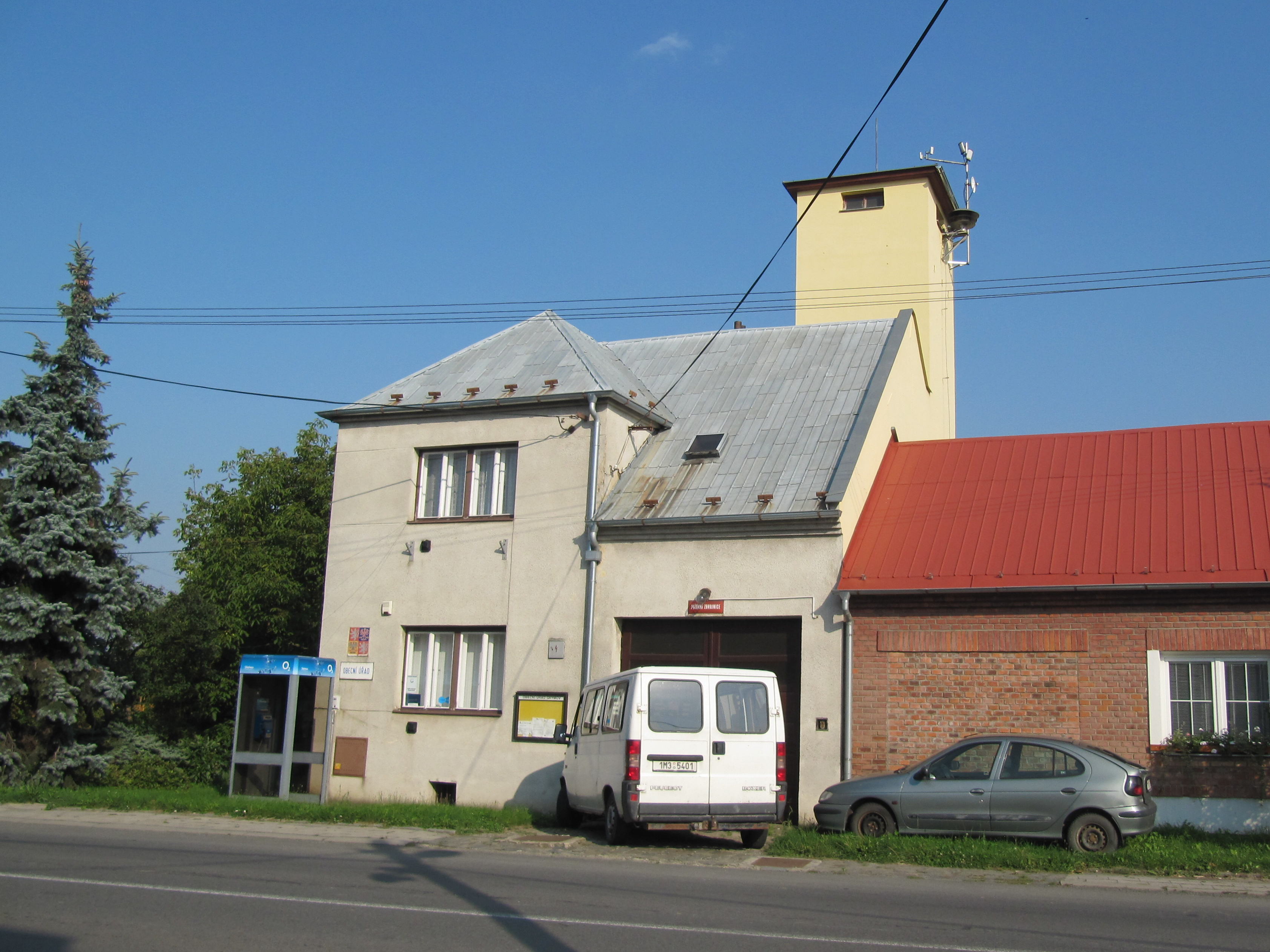
Obecní úřad
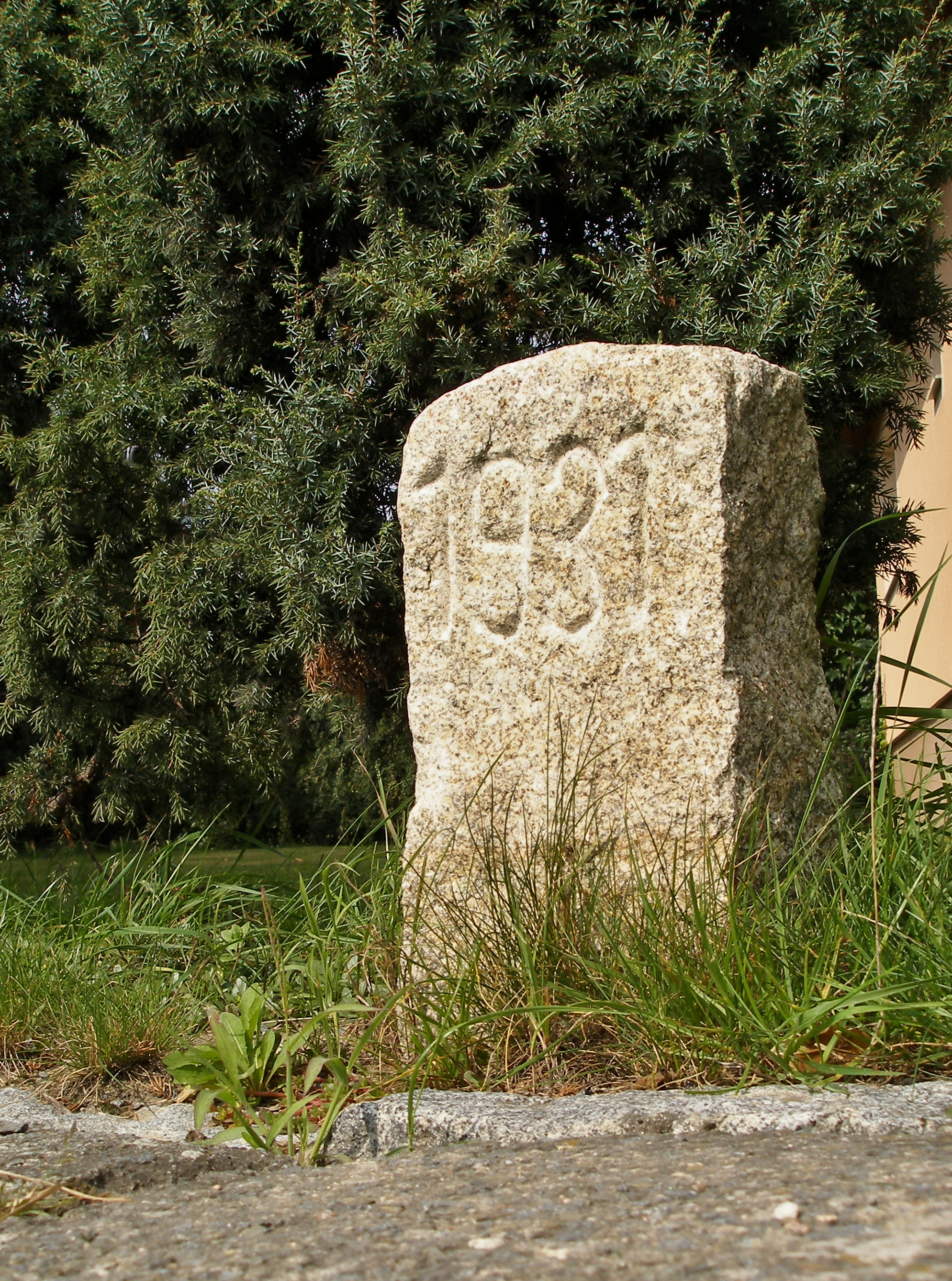
Hraniční kámen
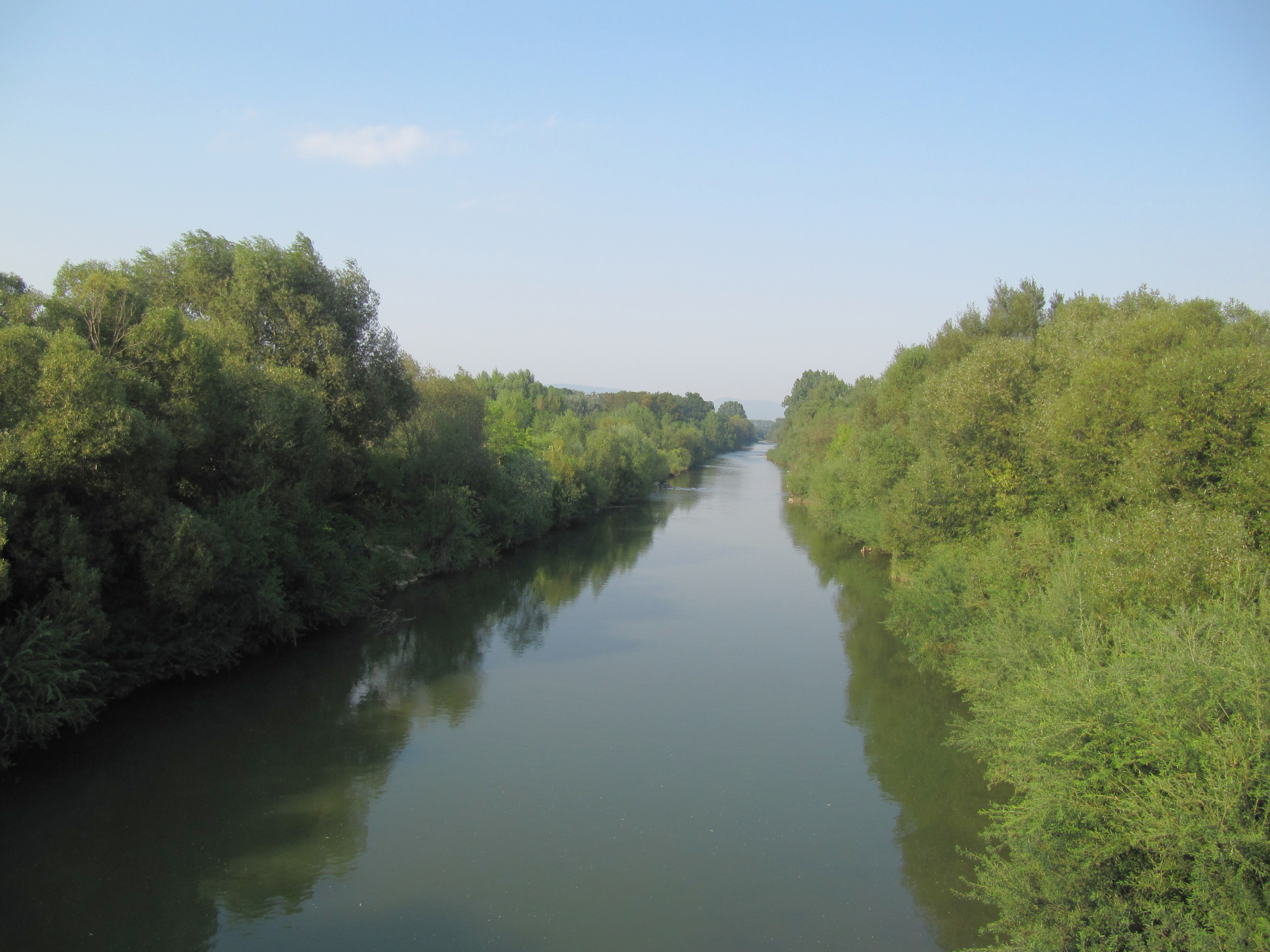
Bečva u Grymova